# Hector de Saint-Denys Garneau

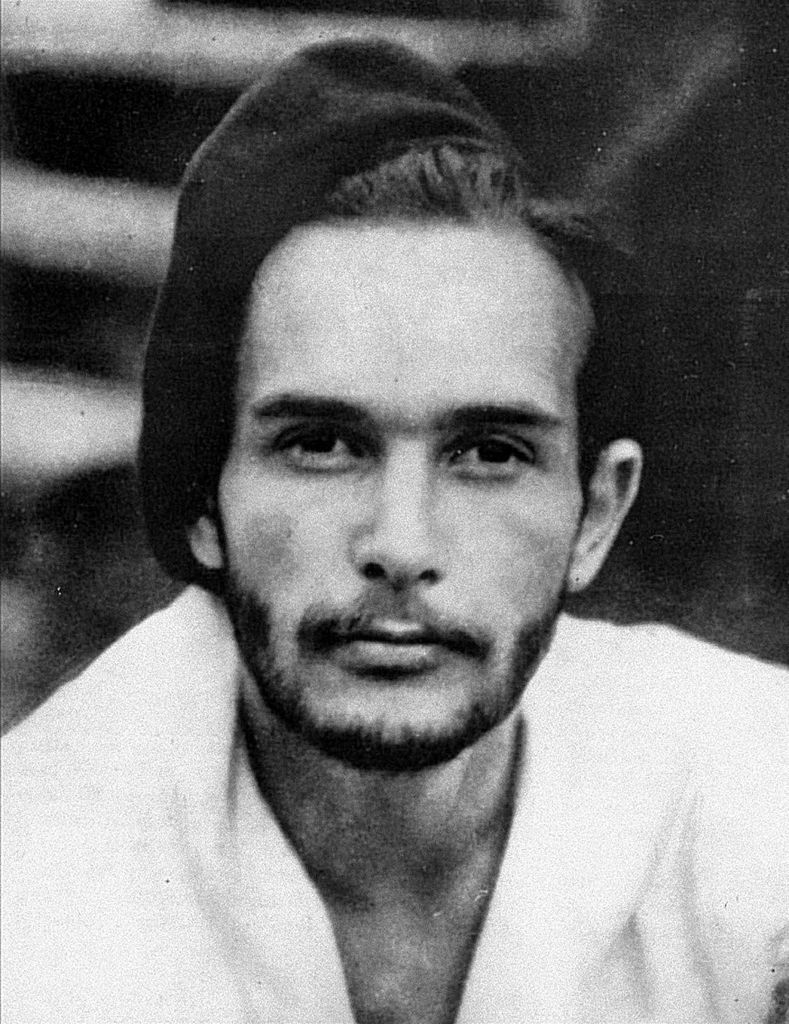
Hector de Saint-Denys Garneau

Hector de Saint-Denys Garneau (n. 13 iunie 1912 - d. 24 octombrie 1943) a fost un poet canadian de limbă franceză.A fost nepotul istoricului François-Xavier Garneau.

## Biografie
Nascut la Montréal, în 13 iunie 1912, într-o familie înstărită, Garneau creste într-un mediu cultivat – este strănepot al istoricului și poetului canadian François-Xavier Garneau (1809- 1866). Poetul își petrece o parte din  anii copilăriei la vila familiei sale din Sainte-Catherine-de-la-Jacques-Cartier, în compania verișoarei sale, Anne Hébert, devenita ulterior o voce importantă a literaturii francofone. 
În 1923, Garneau se stabilește, împreună cu părinții săi la Montréal. În același an începe să studieze  la Colegiile Sainte-Marie,  Loyola și apoi la Jean-de-Brébeuf. În paralel urmează cursuri de pictura la Colegiul de arte frumoase, însa probleme de sănătate îl obligă să întrerupă studiile în 1934.
La vârsta de 16 ani contacteazaă o febra reumatismala care îi cauzează complicații cardiace. Câțiva ani mai târziu, medicii îi descoperă o leziune la inimă. Percepția sa asupra lumii se schimba radical în momentul în care devine conștient de fragilitatea propriei existente. Constrâns să întrerupă definitiv studiile în filozofie, tânărul Garneau cade prada depresiei.
În 1934, fondează revista « La Rélève » împreună cu Robert Charbonneau, Robert Élie și Paul Beaulieu. Publică un singur volum de poeme, Regards et jeux dans l’espace, în 1937, marcând o turnură în literatura Québecului, care se limita până atunci la o palidă imitație a literaturii franceze.
Totuși, acest volum este primit cu reticenta, ceea ce va avea un efect negativ asupra moralului autorului. Numai după moartea sa va fi recunoscut ca precursor al literaturii moderne québécoase. 
Saint-Denys Garneau moare, în circumstanțe considerate enigmatice, la vârsta de 31 de ani, pe 24 octombrie 1943, în regiunea Sainte-Catherine-de-la-Jacques-Cartier, în nordul Québecului, unde se retrage decepționat de primirea rece a poeziei sale. Se admite totuși că decesul său se datorează unei crize cardiace survenite în timpul unei plimbări cu barca.

## Scrieri
Nepot al poetului Alfred Garneau și văr al poetei și romancierei Anne Hébert, fiul unei familii înstărite originare din Montréal, Hector de Saint-Denys Garneau începe studiile la iezuiți și este atras de poezie de la o vârstă fragedă. Frecventează la început școlile Sainte-Marie (1923), Loyola (1924) și Jean-de-Brebeuf, înainte să se înscrie la Școala de arte frumoase din Montréal. Suferind de reumatism cardiac, întrerupe cursurile in 1934. Frecventeaza cercul tinerilor intelectuali catolici timp de trei ani și publică în 1937 primul volum de poezii intitulat „Regards et jeux dans l’espace”. Volumul a fost primit cu răceală de public, fapt care îl determină să se izoleze la vila familiei sale, în Sainte-Catherine de Fossambault și moare la scurt timp din cauza unei crize cardiace. Poésies complètes și Journal au fost publicate postum. 
John Glassco a tradus în engleză poemele lui de Saint-Denys Garneau (Complete poems of Saint Denys Garneau, Ottawa, 1975) iar Luis Vicente de Aguinaga le-a tradus în spaniolă (Todos y cada uno. Poemas, Guadalajara, 2007).
Opera sa lirică exprimă sentimentul tragic al singurătății și obsesia morții și marchează începutul poeziei canadiene moderne.
- 1937: Priviri și jocuri în spațiu ("Regard et jeux dans l'espace")
- 1949: Singurătăți ("Solitudes")
- 1954: Jurnal ("Journal").

Palmares
- Maison Henry Morgan, 1926
- Association des auteurs canadiens, 1928
- Canadian Authors Association, 1929